# Осмос

Осмос і вимірювання осмотичного тиску

О́смос (англ. osmosis, нім. Osmose) — процес односторонньої дифузії через напівпроникну мембрану молекул розчинника в бік більшої концентрації розчиненої речовини з обсягу з меншою концентрацією розчиненої речовини.
1. Дифузія через напівпроникну мембрану компонента з розчину, де хімічний потенціал компонента є вищим, до розчину, де хімічний потенціал компонента менший.
2. Перехід молекул розчинника (а не розчиненого), з розведеного розчину через напівпроникну мембрану в більш концентрований розчин. Граничний випадок діалізу.
Спонтанний перехід, однобічна дифузія через напівпроникну перегородку (мембрану), яка відокремлює розчин від чистого розчинника або розчину меншої концентрації. Зумовлений прагненням системи до термодинамічної рівноваги і вирівнювання концентрацій розчину з обох боків мембрани. Характеризується осмотичним тиском, що дорівнює надлишковому зовнішньому тискові, який треба докласти з боку розчину, щоб припинити осмос. Відіграє важливу роль у фізіологічних процесах, використовується при дослідженні полімерів, біологічних структур.
Осмос є одним із прикладів колігативних властивостей розчинів, тобто такий які залежать тільки від кількості розчинених частинок, але не залежать від їх природи.

## Сутність процесу

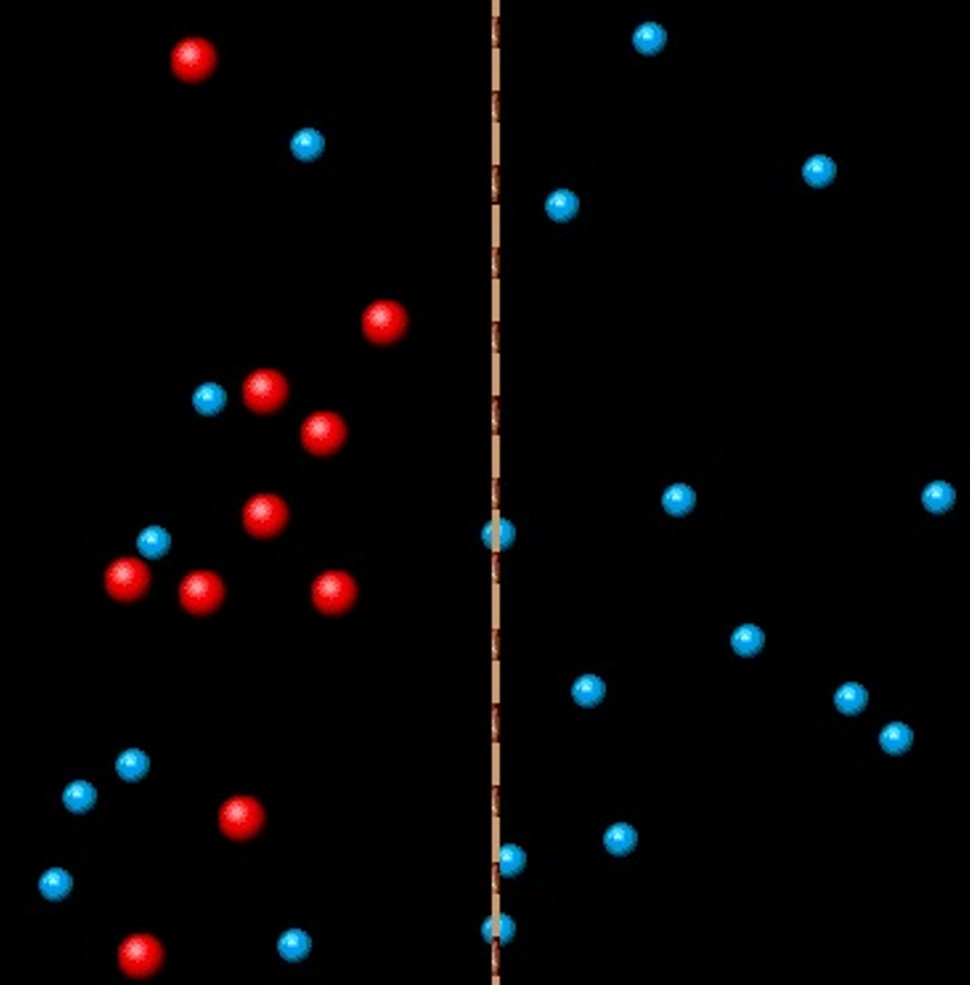
Осмос через напівпроникну мембрану. Частинки розчинника (сині) здатні перетинати мембрану, частинки розчиненої речовини (червоні) — ні.

Явище осмосу спостерігається в тих середовищах, де рухливість розчинника більша від рухливості розчинених речовин. Важливим окремим випадком осмосу є осмос через напівпроникну мембрану. Напівпроникними називають мембрани, які мають досить високу проникність не для всіх, а лише для деяких речовин, зокрема, для розчинника. Якщо така мембрана розділяє розчин і чистий розчинник, то концентрація розчинника в розчині виявляється нижчою, оскільки там частина його молекул заміщена на молекули розчиненої речовини (див. малюнок праворуч). Внаслідок цього, переходи частинок розчинника з відділу, що містить чистий розчинник, у розчин відбуватимуться частіше, ніж у протилежному напрямку. Відповідно, об'єм розчину буде збільшуватися (а концентрація — зменшуватися), тоді як об'єм розчинника буде відповідно зменшуватися.
Наприклад, до яєчної шкаралупи з внутрішньої сторони прилягає напівпроникна мембрана: вона пропускає молекули води і затримує молекули цукру. Якщо такою мембраною розділити розчини цукру з концентрацією 5 і 10% відповідно, то через неї в обох напрямках будуть проходити тільки молекули води. У результаті в більш розбавленому розчині концентрація цукру підвищиться, а в більш концентрованому, навпаки, знизиться. Коли концентрація цукру в обох розчинах стане однаковою, настане рівновага. Розчини, які досягли рівноваги, називаються ізотонічними.
Осмос, спрямований всередину обмеженого об'єму рідини, називається ендосмосом, назовні — екзосмосом. Перенесення розчинника через мембрану зумовлене осмотичним тиском. Він дорівнює надлишковому зовнішнього тиску, який слід докласти з боку розчину, щоб припинити процес, тобто створити умови осмотичної рівноваги. Перевищення надлишкового тиску над осмотичним може призвести до спрямування процесу в протилежний бік — зворотної дифузії розчинника.
У випадках, коли мембрана проникна не тільки для розчинника, але і для деяких розчинених речовин, перенесення останніх з розчину в розчинник дозволяє здійснити діаліз, вживається як спосіб очищення полімерів і колоїдних систем від низькомолекулярних домішок, наприклад електролітів.

## Значення осмосу

Залежність тургору рослинної клітини від концентрації розчину, в якому вона перебуває

### У живих організмах
Осмос — це явище, що суттєво впливає на існування живих клітин. Клітинні мембрани більш проникні для води ніж для більшості іонів, малих гідрофільних молекул та макромолекул. Така різниця великою мірою виникає внаслідок наявності в мембранах білків аквапоринів, що пропускають тільки молекули води. Якщо клітина перебуває в ізотонічному розчині (0,9% хлориду натрію або 5% глюкози для людських клітин), вона не втрачає і не набуває води. У гіперотонічому середовищі, тобто у середовищі з більшою осмолярністю, клітина зморщується внаслідок зневоднення, а в гіпотонічому навпаки — набухає, і якщо надходження води не вдається спинити, це призводить до розривання, осмотичного лізису, клітини.
У природних умовах клітини переважно стикаються із проблемою перебування в гіпотонічних розчинах. Щоб запобігти осмотичному лізису вони виробили ряд пристосувань. Наприклад бактерійні, грибні і рослинні клітини мають жорстку клітинну стінку, яка може перешкоджати надмірному надходженню води. Рослини використовують осмос для досягнення механічної стійкості і пружності: висока концентрація розчинених речовин у центральних вакуолях призводить до затягування води в клітини, але це має наслідком не набухання, а збільшення тиску мембран на клітинні стінки, тобто виникнення тургору. Внаслідок цього клітини, і ціле тіло рослини, стають твердими і пружними. Зневоднення призводить до в'янення рослин. Рослинні клітини можуть регулювати тургорний тиск шляхом зміни концентрації осмотично активних речовин, таких як сахароза і неорганічні іони, у центральній вакуолі та цитоплазмі. З цим пов'язано багато аспектів життя рослини: закривання-відкривання продихів, створення тиску у ситоподібних трубках флоеми, що необхідний для транспортування продуктів фотосинтезу, фітогормонів та інших речовин, створення кореневого тиску, потрібного для перенесення води та мінеральних речовин, здійснення рухів, таких як відкривання-закривання пелюсток, піднімання-опускання листків тощо.
Деякі прісноводні найпростіші, які живуть у гіпотонічному розчині, мають спеціальні органели — скоротливі вакуолі, що викачують зайву воду з клітин. Багатоклітинні тварини підтримують осмолярність плазми крові та тканинної рідини такою ж, як у цитоплазми клітин. Для цього клітини активно викачують іони Na+ та деякі інші у тканинну рідину.
Осмотичні властивості розчинів також впливають і на форми запасання енергії живими клітинами. Так вони зберігають вуглеводи у вигляді полісахаридів (крохмалю і глікогену), а не моно- чи олігосахаридів. Оскільки осмос зростає пропорційно до кількості частинок розчиненої речовини, а не до їх маси, 1 г глікогену, молекули якого містять по 1000 залишків глюкози, збільшуватиме омолярність цитоплазми до такої ж міри, як і 1 мг глюкози.
Осмос також відіграє важливу роль в екології водойм. Якщо концентрація солі та інших речовин у воді піднімається чи падає — мешканці цих вод гинуть через згубну дію осмосу.

### У лабораторній практиці
Осмос широко використовують у лабораторній техніці при визначенні молярних характеристик полімерів, концентрування розчинів, дослідженні різноманітних біологічних структур. Осмотичні явища іноді використовуються в промисловості, наприклад при отриманні деяких полімерних матеріалів, очищенні високо-мінералізованою води методом «зворотного» осмосу рідин.
Протоколи виділення клітинних фракцій, збагачених мітохондріями, пластидами або лізосомами, враховують той факт, що ці органели оточені напівпроникними мембранами. Тому фракціонування проводять у буферах із достатньою концентрацією сахарози або іншої інертної речовини для запобігання осмотичному лізису.
Діаліз, що базується на осмотичних властивостях розчинів, використовують для очищення високомолекулярних речовин від низькомолекулярних домішок. Для цього розчин макромолекул із домішками поміщають у мішечок із напівпроникного матеріалу, що пропускає тільки маленькі молекули. Цей мішечок занурюють у розчинник і залишають на деякий час, за який низькомолекулярні речовини дифундують у розчинник. Метод діалізу також використовують для вивчення зв'язування макромолекул із маленькими молекулами, наприклад ферментів із інгібіторами, нуклеїнових кислот із антибіотиками тощо.

### У промисловості
Явище осмосу знаходить своє застосування у бурінні, при будівництві нафтових та газових свердловин. Тут осмос виникає у вигляді осмотичних перетоків через глинисту кірку на стінках свердловини, яка і відіграє роль мембрани, проникної для розчинника (фільтрату розчину). Важливий напрямок цих перетоків, в першу чергу при розбурюванні крихких порід, схильних до розтріскування та осипання (в основному це аргіліти). Осмос, направлений від свердловини у породи, що складають її стінки, приводить до насичення пор та тріщин рідиною і, внаслідок цього, - до осипів і обвалів порід та інтенсивному каверноутворенню. Якщо градієнт осмосу направити від стінок свердловини до самої свердловини, це буде сприяти стійкості стінок, попередить осипи та обвали. З цією метою рекомендується плавно чи ступінчасто підвищувати мінералізацію бурового розчину по ходу поглиблення інтервалу, складеного крихкими породами.

## В культурі
Пісня Osmosis прогрессив-гурту Liquid Tension Experiment.